# Dieter Klein (Politiker)
Dieter Klein (* 25. Juni 1936 in Berlin; † 19. Januar 2002 ebenda) war ein deutscher Politiker (SED, PDS).
Klein besuchte von 1942 bis 1951 eine Grundschule und legte einer anschließenden Schlosserlehre 1954 die Gesellenprüfung ab. Er studierte an der Gewerkschaftshochschule „Fritz Heckert“ in Bernau bei Berlin und wurde 1966 Diplom-Gesellschaftswissenschaftler. Von 1966 bis 1969 war Klein Vorsitzender der IG Metall in Berlin-Mitte. Klein arbeitete von 1969 bis 1979 als stellvertretender Intendant bei der Volksbühne Berlin. 1979 übernahm er die Leitung des Aufbaus des Schlosses Friedrichsfelde, dessen Direktor er später wurde. Von 1983 bis 1990 war Klein Direktor des Büros für architekturbezogene Kunst in (Ost-)Berlin.
Dieter Klein war Mitglied der SED. Von 1959 bis 1963 war er nebenberuflich Mitglied der Stadtbezirksversammlung von Berlin-Mitte. Bei der Ost-Berliner Wahl im Mai 1990 wurde Klein in die Berliner Stadtverordnetenversammlung gewählt. Auch bei der nun gemeinsamen Berliner Wahl im Dezember 1990 wurde er in das Abgeordnetenhaus von Berlin gewählt, dem er von Januar 1991 bis ins Jahr 1999 angehörte. Im Abgeordnetenhaus war er kulturpolitischer Sprecher der PDS-Fraktion. Von Mitte Januar bis Mitte März 1993 war er wegen seiner Zusammenarbeit mit dem Ministerium für Staatssicherheit aus der PDS-Fraktion ausgeschlossen.